# Papageienmast
Beim Papageienmast handelt es sich um einen kleinen Besanmast, der auf Feuerschiffen Verwendung findet.

## Funktion
Der Papageienmast, auch Papageienstock genannt, befindet sich am etwa in der Mitte des Schiffes (Achtern) und dient dort den Matrosen als Halterung beim Ausschau halten. Es handelt sich im Prinzip um einen Ausleger, der die Reling überragt und so die Sicht auf das Kielwasser ermöglicht.
Am Papageienmast wird außerdem zumeist die Schot des Besansegels befestigt. Darüber hinaus eignete sich der Papageienmast beim Attackieren von Schiffen zur Beschädigung und Enterung des feindlichen Schiffes, sofern dieses in entsprechender Reichweite ist.